# Nol in 't Bosch
Nol in 't Bosch is een restaurant en hotel in de gemeente Wageningen. Het ligt op de kruising tussen de Geertjesweg en Hartenseweg.

## Geschiedenis
Arnoldus Gerritsen kocht in 1836 een boswachterswoning aan de Hartenseweg tussen Bennekom en Renkum, nog net op Wagenings grondgebied. De Hartenseweg was op dat moment een zandweg. Arnoldussen begon een herberg, wat al snel een belangrijk punt werd voor koetsiers om hun paarden te verwisselen. In de volksmond kreeg de herberg de naam Nol in 't Bosch. Gerritsens schoonzoon Adrianus Beijer nam de herberg in 1877 over. Beijer bouwde het verder uit tot een hotel-pension met een speeltuin, tennisbaan en later manege. Anno 2020 is Nol in 't Bosch nog altijd in handen van de familie Beijer. 
Door de aanleg van de tramlijn tussen Ede en Wageningen en de Oosterstoomtram werd Nol in 't Bosch beter bereikbaar en groeide in de eerste helft van de 20e eeuw uit tot een vakantieoord voor "goede" families die er vaak de hele zomervakantie bleven. In het nabijgelegen Oranje Nassau's Oord bracht koningin-regentes Emma enkele vakanties door. Prinses Beatrix deed het restaurant meerdere keren aan wanneer zij deelnam aan paardrijwedstrijden.
Tijdens Operatie Pegasus I in oktober 1944 was achter Nol in 't Bosch het verzamelpunt voor geallieerde militairen die vandaar uit met hulp van het verzet de Rijn overstaken om terug te keren naar hun eigen linies. In het hotel-restaurant was op dat moment een Duitse commandopost gevestigd. In het verdere verloop van de oorlog raakte Nol in 't Bosch zwaar beschadigd.